# Liste des monuments historiques de Villefranche-sur-Saône
Cet article recense les monuments historiques de Villefranche-sur-Saône, en France.

## Statistiques
Villefranche-sur-Saône compte 21 édifices comportant au moins une protection au titre des monuments historiques.

## Liste
| Monument                                        | Adresse                                                                      | Coordonnées                      | Notice         | Protection     | Date      | Illustration                                    |
| ----------------------------------------------- | ---------------------------------------------------------------------------- | -------------------------------- | -------------- | -------------- | --------- | ----------------------------------------------- |
| Collégiale Notre-Dame-des-Marais                |                                                                              | 45° 59′ 25″ nord, 4° 43′ 13″ est | « PA00118090 » | Classé         | 1840      | Collégiale Notre-Dame-des-Marais                |
| Hôtel-Dieu de Villefranche-sur-Saône            | 141 rue Paul-Bert Rue de la Barmondière Rue Corlin Rue de la Sous-Préfecture | 45° 59′ 21″ nord, 4° 43′ 02″ est | « PA00118091 » | Classé Inscrit | 1984      | Hôtel-Dieu de Villefranche-sur-Saône            |
| Ancien hôtel de ville de Villefranche-sur-Saône |                                                                              | 45° 59′ 17″ nord, 4° 43′ 06″ est | « PA00118092 » | Inscrit        | 1926      | Ancien hôtel de ville de Villefranche-sur-Saône |
| Immeuble                                        | 375, 379 rue Nationale                                                       | 45° 59′ 31″ nord, 4° 43′ 08″ est | « PA00118093 » | Inscrit        | 1926      | Immeuble                                        |
| Immeuble                                        | 510, 514 rue Nationale                                                       | 45° 59′ 27″ nord, 4° 43′ 07″ est | « PA00118113 » | Inscrit Classé | 1990 1995 | Immeuble                                        |
| Immeuble                                        | 517, 523 rue Nationale 189, 199, 201 rue Étienne-Poulet                      | 45° 59′ 26″ nord, 4° 43′ 08″ est | « PA00118114 » | Inscrit        | 1990      | Immeuble                                        |
| Immeuble                                        | 526, 528 rue Nationale 86, 88, 90 rue Dechavannes                            | 45° 59′ 26″ nord, 4° 43′ 06″ est | « PA00118115 » | Inscrit Classé | 1990 1992 | Immeuble                                        |
| Immeuble                                        | 588 rue Nationale                                                            | 45° 59′ 24″ nord, 4° 43′ 07″ est | « PA00118094 » | Inscrit        | 1926      | Immeuble                                        |
| Immeuble                                        | 594 rue Nationale                                                            | 45° 59′ 24″ nord, 4° 43′ 07″ est | « PA00118095 » | Inscrit        | 1926      | Immeuble                                        |
| Immeuble                                        | 634 rue Nationale                                                            | 45° 59′ 23″ nord, 4° 43′ 07″ est | « PA00118096 » | Inscrit        | 1926      | Immeuble                                        |
| Immeuble                                        | 673 rue Nationale                                                            | 45° 59′ 21″ nord, 4° 43′ 08″ est | « PA00118116 » | Inscrit        | 1990      | Immeuble                                        |
| Immeuble                                        | 732, 734, 736 rue Nationale                                                  | 45° 59′ 20″ nord, 4° 43′ 06″ est | « PA00118117 » | Classé         | 1992      | Immeuble                                        |
| Cour des Fleurons                               | 752 rue Nationale 125 rue Corlin                                             | 45° 59′ 19″ nord, 4° 43′ 05″ est | « PA00118118 » | Classé         | 1992      | Cour des Fleurons                               |
| Immeuble                                        | 789, 793, 797 rue Nationale 17, 25 rue Sainte-Claire                         | 45° 59′ 18″ nord, 4° 43′ 07″ est | « PA00118119 » | Classé         | 1992      | Immeuble                                        |
| Immeuble                                        | 834 rue Nationale                                                            | 45° 59′ 16″ nord, 4° 43′ 06″ est | « PA00118097 » | Inscrit        | 1926      | Immeuble                                        |
| Lycée Notre-Dame-de-Mongré                      | 276 avenue Saint-Exupéry                                                     | 45° 59′ 15″ nord, 4° 42′ 42″ est | « PA69000073 » | Inscrit        | 2019      | Lycée Notre-Dame-de-Mongré                      |
| Marché couvert                                  | 45 rue Philippe Héron                                                        | 45° 59′ 21″ nord, 4° 42′ 52″ est | « PA69000076 » | Inscrit        | 2021      | Marché couvert                                  |
| Maison                                          | Rue Grenette Rue Nationale                                                   | 45° 59′ 28″ nord, 4° 43′ 08″ est | « PA00118098 » | Inscrit        | 1929      | Maison                                          |
| Maison                                          | 758, 762 rue Nationale                                                       | 45° 59′ 19″ nord, 4° 43′ 06″ est | « PA00118099 » | Inscrit        | 1985      | Maison                                          |
| Maison de l'Italien                             | 403, 407, 411 rue Nationale 303, 307 rue Étienne-Poulet                      | 45° 59′ 30″ nord, 4° 43′ 09″ est | « PA00118112 » | Classé         | 1996      | Maison de l'Italien                             |
| Tour et remparts de Villefranche-sur-Saône      | 109 rue Roland (note: visible depuis le parking des jardiniers)              | 45° 59′ 16″ nord, 4° 43′ 12″ est | « PA00118100 » | Inscrit        | 1982      | Tour et remparts de Villefranche-sur-Saône      |
| Villa Vermorel et son parc                      | 551 rue du Collège                                                           | 45° 58′ 56″ nord, 4° 42′ 40″ est | « PA69000055 » | Inscrit        | 2021      | Villa Vermorel et son parc                      |